# Hydroptila taurica
Hydroptila taurica är en nattsländeart som beskrevs av Martynov 1934. Hydroptila taurica ingår i släktet Hydroptila och familjen smånattsländor. Inga underarter finns listade i Catalogue of Life.